# 加比莱
加比莱是索馬利蘭马罗迪杰赫州的都市。位在索馬利蘭西南部，距離首都哈爾格薩約58公里。人口約106,914人。

## 外部連結
- Gabiley news （页面存档备份，存于）